# Vohlasaari (ö i Mellersta Finland, Keuruu)
Vohlasaari är en ö i Finland. Den ligger i sjön Pohjoisjärvi och i kommunen Keuru i den ekonomiska regionen  Keuru ekonomiska region  och landskapet Mellersta Finland, i den södra delen av landet, 230 km norr om huvudstaden Helsingfors. Öns area är 0,5 hektar och dess största längd är 110 meter i öst-västlig riktning.